# Ditha loricata
Espèce
Ditha loricata est une espèce de pseudoscorpions de la famille des Tridenchthoniidae.

## Distribution
Cette espèce est endémique de Nouvelle-Guinée. Elle se rencontre en Indonésie en Nouvelle-Guinée occidentale et en Papouasie-Nouvelle-Guinée en Nouvelle-Guinée orientale.

## Description
Les mâles mesurent de 1,25 à 1,30 mm et les femelles de 1,50 à 1,75 mm.

## Publication originale
- Beier, 1965 : Die Pseudoscorpionen Neu-Guineas und der benachbarten Inseln. Pacific Insects, vol. 7, no 4, p. 749-796 (texte intégral).